# تویوتا لندکروزر (جی۷۰)
تویوتا لندکروزر (جی۷۰) خانواده ای از مدل لندکروزر شرکت خودروسازی ژاپنی تویوتا می‌باشد که از سال ۱۹۸۴ تا کنون تولید می‌شود. سری ۷۰ پس از ۲۵ سال تولید تویوتا لندکروز (جی۴۰) جایگزین این خودرو به عنوان پرچمدار خودروها خارج از جادهٔ شرکت تویوتا شد. به رغم تغییرات عمده ای که در طراحی ظاهر و پیشرفت‌های فناوری‌های متعدد انجام شده‌است، سری ۷۰ به توانسته‌است قابلیت‌های جاده ای و دوام طراحی شده پرآوازه سری ۴۰ را حفظ کند. این سری خودروها تقریباً در تمام کشورها به جز هند، ایالات متحده، مکزیک، برزیل و کره به فروش رفتند.